# 白鳳 (旭日の艦隊)
白鳳とは架空戦記『旭日の艦隊』に登場する架空の飛行艇である。
前世第二次世界大戦初頭、米英独が開発した「巨大飛行艇(独「Bv 238」など)」に匹敵する
旅客輸送用の巨人機であり、幻の大陸間渡洋爆撃機「富嶽」並の作戦行動半径を持っている。

## 開発経緯
前世と違い、後世の英国はドイツに占領されるのは時間の問題であり、その際に欧州全土より英国に逃れたユダヤ人が再び迫害されるのは明らかであった。しかし、海上航路による救援策は、前世同様のUボートによる無差別通商破壊宣言を受けていた。さらに対米開戦当時から計画されていた超潜伊10001 須佐之男号の動力源である核融合炉の開発にはユダヤ人科学者達の協力が必要不可欠であったため、早期に救出が必要であった。
後世日本が前世転生者からのメタ情報を活かし、（技術跳躍により）前世以上の飛行艇技術を基にして開発された『空中戦艦 富士』の技術実績を元に本機を建造した。開発時呼称「十八試戦闘輸送艇」。
泰山航空工業と成重発動機工業、英ロールスロイス社共同開発による『救国武装旅客機』として設計されたため外板は防弾性が高く、客室はそのお陰で十分に与圧され、通常飛行時に乗客が寒さや酸素不足を感じる事はない。また、『日英同盟』と『米三軍秘密協定』により高オクタン価燃料の問題が解消されたため、四発の大型ジェットエンジンの推力は、必要にして十分な性能を誇る。
第二次日英同盟締結と相前後して開発が始まり、旭日艦隊が援英艦隊として派遣された頃には、既に8機が試作済みであった。

## 諸元
- 全長:32.82m
- 全幅:40.92m
- 全備重量:62.560kg
- 最高時速:800km/h
- 乗務員:10名
- 乗客:100名[1] （最大）
- 機関・成－21型ジェットエンジン:リヒート付き4基

### 武装
- 20mm2連装機関銃:7基

原作では風防付の有人操作式だがコミックでは連装機関銃は機首、上部、尾部の三基、
単装機関銃が側面前方と後方に左右一基ずつ計四基となっている。OVAでは遠隔操作式も存在する。
- ン式改対空噴進誘導弾:多数[2]、諸元はコミック版より

全長：2.9m
速度：マッハ1.4
有効射程：15km
ロスアラモス攻撃で紅玉艦隊が使った『ン式対地攻撃噴進弾』を再設計して全長を半分にし、近接信管を備えた。
誘導は戦闘員が機体上部の「前方銃座」から行う。連装機銃との同時攻撃は不可能。
- 煙ー7号欺瞞装置

コミックで登場。主翼から視認性を低下させる特殊煙幕を噴射する。『戦術Z』で使用。
- 水中翼

本来は水上滑走用だが飛行時に展開することでカナード効果を得ることが出来、これを利用した『戦術Z』を切り札としている。
※『戦術Z』
煙ー7号作動後、スラストリバーサー、フラップ、水中翼を展開し、急減速と同時に
急降下して後方からの敵をやり過ごし、前部の各機銃座で敵を邀撃する必殺戦術

## 劇中での活躍
照和21年春（コミック版では22年3月5日）に琵琶湖～ネス湖間に就航した白鳳は、初めての救援飛行の復路、北極上空にて独潜水空母スレイブニルQ型搭載の局地戦闘機シブの襲撃を受けたものの、これを退けて日本本国へ帰国、その後照和23年の『理性の術策』作戦でのヒトラー襲撃作戦の後方支援に参加したこともあるが基本的には日本～イギリス、和睦後のアメリカ合衆国を結ぶ、亡命者の旅客輸送に従事した。
- 主要航路（日米和睦後）：琵琶湖〜エリー湖〜アイスランド島イーサ泊地〜カレドニア要塞

なお、後世第三次世界大戦にあたっては純粋な輸送機に改造され（『白鳳改』）、欧州へ派遣された日本陸軍部隊への補給任務に従事した。

## OVA
原作、コミックと比較すると最大の特徴は四発機から六発機となり、水中翼の形状も大幅に違う。
また、コミック版で描かれた独局地襲戦『Ba372 シブ』による強襲を避けるために大石長官より下された『時間差作戦』の顛末や、通報した独逸スパイの逮捕劇などはOVAでは削除され、大筋ではコミック版に似たものの、だいぶ違ったストーリーになっている。